# ملعب فراغاتو سيادة الرئيس سارمينتو
ملعب فراغاتو سيادة الرئيس سارمينتو (بالإنجليزية: Estadio Fragata Presidente Sarmiento)‏ هو ملعب كرة قدم يقع في الأرجنتين، يتسع لـ 16,200 متفرج.

## التاريخ
افتتح الملعب في 1969.